# Pterolepis dernensis
Pterolepis dernensis är en insektsart som först beskrevs av Salfi 1926.  Pterolepis dernensis ingår i släktet Pterolepis och familjen vårtbitare. Inga underarter finns listade i Catalogue of Life.